# Bellamy Young

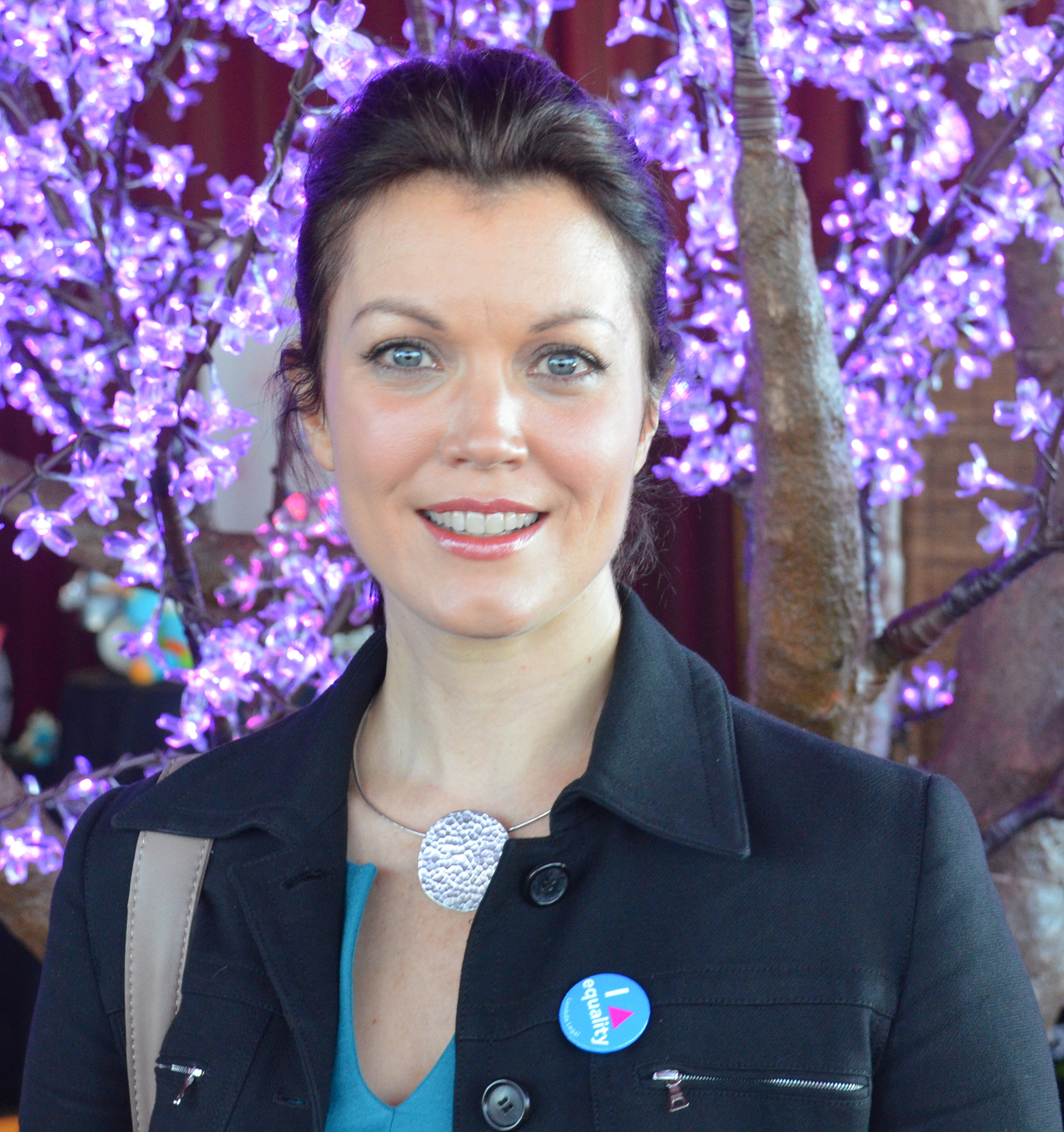
Bellamy Young (2013)

Bellamy Young (* 19. Februar 1970 in Asheville, North Carolina als Amy Young) ist eine US-amerikanische Schauspielerin und Filmproduzentin. Sie wurde hauptsächlich durch ihre Rolle als Frau des US-Präsidenten, Mellie Grant, in der ABC-Serie Scandal bekannt.

## Leben und Karriere
Young wurde 1987 zu North Carolinas Junior Miss gekürt. Im Anschluss an die Highschool studierte sie an der Yale University und an der britischen University of Oxford.
Nach ihrer Rückkehr in die USA trat Young in zahlreichen Broadway-Produktionen auf. So spielte sie die Mary in Cy Colemans The Life und die Margaret in Randy Newmans Faust.
In Deutschland ist Young dem Publikum aus zahlreichen Filmen und Serien bekannt. So spielte sie kleinere Rollen in den Filmen Wir waren Helden (2002) und Mission: Impossible III (2006). In der Serie Scrubs – Die Anfänger spielte Young in sieben Folgen die Chirurgin Dr. Miller. In neun Episoden trat sie in der Serie Dirty Sexy Money als Ellen Darling auf.
Young war von 2000 bis 2002 mit dem US-Schauspielkollegen Joshua Leonard liiert. Seit 2016 ist sie mit dem britischen Schauspieler Ed Weeks liiert.

## Filmografie (Auswahl)
- 1997–1998: Law & Order (Fernsehserie, 2 Folgen)
- 1999: Black and White
- 2000: Nash Bridges (Fernsehserie, Folge 6x09)
- 2000: Akte X – Die unheimlichen Fälle des FBI (The X-Files, Fernsehserie, Folge 8x06)
- 2001: The District – Einsatz in Washington (The District, Fernsehserie, Folge 2x05)
- 2001: Emergency Room – Die Notaufnahme (ER, Fernsehserie, Folge 8x07)
- 2002: Wir waren Helden (We Were Soldiers)
- 2002: Frasier (Fernsehserie, Folge 9x17)
- 2003: Peacemakers (Fernsehserie, 7 Folgen)
- 2003: American Dreams (Fernsehserie, 3 Folgen)
- 2004: The West Wing – Im Zentrum der Macht (The West Wing, Fernsehserie, Folge 5x10)
- 2004: Navy CIS (NCIS, Fernsehserie, Folge 1x21)
- 2004: Strong Medicine: Zwei Ärztinnen wie Feuer und Eis (Strong Medicine, Fernsehserie, Folge 5x17)
- 2004–2009: Scrubs – Die Anfänger (Scrubs, 7 Folgen)
- 2005: Medium – Nichts bleibt verborgen (Medium, Fernsehserie, Folge 2x07)
- 2005–2006: CSI: Miami (Fernsehserie, 6 Folgen)
- 2006: Mission: Impossible III
- 2007: Close to Home (Fernsehserie, Folge 2x12)
- 2007: Grey’s Anatomy (Fernsehserie, 2 Folgen)
- 2007: Boston Legal (Fernsehserie, Folge 4x01)
- 2007: Private Practice (Fernsehserie, Folge 1x06)
- 2007: Cold Case – Kein Opfer ist je vergessen (Cold Case, Fernsehserie, Folge 5x07)
- 2007: Trust Me
- 2007: Simple Things
- 2007–2008: Dirty Sexy Money (Fernsehserie, 9 Folgen)
- 2008: Two and a Half Men (Fernsehserie, Folge 6x09)
- 2008–2009: Knight Rider (Fernsehserie, 2 Folgen)
- 2009: Ghost Whisperer – Stimmen aus dem Jenseits (Ghost Whisperer, Fernsehserie, Folge 4x21)
- 2009: Tender as Hellfire
- 2009: Supernatural (Fernsehserie, Folge 5x01)
- 2009: Mayne Street (Fernsehserie, Folge 3x06)
- The Freebie
- 2010: 2010: Drop Dead Diva (Fernsehserie, Folge 2x03)
- 2010: The Mentalist (Fernsehserie, Folge 3x02)
- 2011: Taras Welten (Fernsehserie, 2 Folgen)
- 2011: Castle (Fernsehserie, Folge 3x23)
- 2011–2013: Criminal Minds (Fernsehserie, 7 Folgen)
- 2012: Franklin & Bash (Fernsehserie, Folge 2x05)
- 2012: The Cottage
- 2012–2018: Scandal (Fernsehserie, 118 Folgen)
- 2016: The Night Stalker (Fernsehfilm)
- 2017: Bernard and Huey
- 2018: Das Zeiträtsel (A Wrinkle in Time)
- 2018: False Profits (Fernsehfilm)
- 2019: Whiskey Cavalier (Fernsehserie, Folge 1x02)
- 2019: Love & Debt
- 2019–2021: Prodigal Son – Der Mörder in Dir (Prodigal Son, Fernsehserie, 33 Folgen)
- 2021: Fantasy Island (Fernsehserie, Folge 1x01)
- 2021: The Waltons' Homecoming (Fernsehfilm)
- 2022: Gelobtes Land (Promised Land, Fernsehserie, 10 Folgen)
- 2023: The Other Black Girl (Fernsehserie, 10 Folgen)